# Ruténium-tetroxid
A ruténium-tetroxid (más néven ruténium(VIII)-oxid) szervetlen vegyület, képlete RuO4. Sárga színű, illékony szilárd anyag, mely nem sokkal szobahőmérséklet felett megolvad. A szennyezések miatt sokszor fekete színű. A vele analóg OsO4 jobban ismert és gyakrabban használt vegyület. Csak néhány oldószerben képez stabil oldatot, ezek egyike a CCl4.

## Előállítása
Ruténium(III)-klorid NaIO4-os oxidációjával állítják elő.
8 Ru3+(aq) + 5 IO−4(aq) + 12 H2O(l) → 8 RuO4(s) + 5 I−(aq) + 24 H+(aq)
Ára, mérgező volta és nagy reakciókészsége miatt a szerves kémiai reakciókhoz gyakran in situ állítják elő, és katalitikus mennyiségben használják, ilyenkor szubsztöchiometrikus mennyiségű ruténium(III) vagy -(IV) vegyülethez adnak sztöchiometrikus mennyiségű nátrium-metaperjodátot (mint végső oxidálószert), ami folyamatosan regenerálja a kis mennyiségű RuO4-ot. A RuO4 oxidálószert alkalmazó reakciókban a ruténium számos formája megfelelő prekurzor lehet, leggyakrabban a RuCl3·xH2O vagy RuO2·xH2O használatos.

## Szerkezete
Molekulája tetraéderes geometriájú, benne a Ru–O kötéshossz 169-170 pm.

## Felhasználása

### A ruténium elkülönítése érceiből
Fő kereskedelmi értékét az adja, hogy a ruténiumfém és vegyületeinek ércekből történő előállításának köztiterméke. Más platinafémekhez hasonlóan a ruténium is csak kis koncentrációban, gyakran más platinafémekkel keverve fordul elő. Az OsO4-dal együtt más platinafémektől a klórral oxidált kivonat desztillációjával választják el. A ruténiumot az OsO4-től a RuO4 sósavas redukciójával különítik el, ez az eljárás a [RuO4]0/− redoxipár rendkívül pozitív redukciós potenciálját használja ki.

### Szerves kémia
A szerves kémiában különleges értékkel bír, mivel szinte bármilyen szénhidrogént oxidál. Az adamantánt például 1-adamantanollá oxidálja. Mivel ennyire erélyes oxidálószer, enyhe reakciókörülmények szükségesek, ez általában szobahőmérsékletet jelent. Bár erős oxidálószer, de a nem oxidált sztereocentrumokat érintetlenül hagyja, erre példa az alábbi diol karbonsavvá történő oxidálása:
Epoxid alkoholok oxidációja is a gyűrű felnyílása nélkül megy végbe:
Enyhébb körülmények között az oxidáció aldehidet eredményez. A szekunder alkoholokat készségesen ketonokká alakítja. Bár hasonló eredményt olcsóbb anyagokkal, például piridínium-klorokromát- vagy DMSO-alapú oxidálószerekkel is el lehet érni, a RuO4 ideális, ha nagyon erélyes oxidálószer, de enyhe reakciókörülmény szükséges. A szerves szintézisekben belső alkinek 1,2-diketonokká, valamint terminális alkinek és primer alkoholok karbonsavakká történő oxidációjára használják. Erre a célra katalitikus mennyiségben alkalmazzák, és a ruténium(VIII)-oxid regenerálására nátrium-perjodátot, valamint acetonitril, víz és szén-tetraklorid oldószerelegyet adnak ruténium(III)-kloridhoz. A RuO4 könnyen felhasítja a kettős kötéseket, ekkor karbonilvegyületek keletkeznek, az ozonolízishez hasonló módon. A hasonló, ismertebb oxidálószer, az ozmium(VIII)-oxid nem hasítja fel a kettős kötéseket, hanem vicinális diol terméket szolgáltat. Rövid reakcióidővel és gondosan szabályozott körülmények között azonban a RuO4 is alkalmazható dihidroxilálásra.
Mivel az arének (különösen az elektronban gazdag) arének) „kettős kötéseivel” is reagál dihidroxilálás és a C−C felhasítása révén – amire csak kevés más reagens képes –, ezért felhasználható „védőcsoport eltávolító” reagensként olyan karbonsavaknál, melyek arilcsoportként (jellemzően fenil- vagy p-metoxifenil) vannak álcázva. Mivel maguk a keletkező fragmentumok is könnyen oxidálódnak RuO4 hatására, az arén szénatomok jelentős része egészen szén-dioxidig oxidálódik. Emiatt a végső oxidálószerből több (gyakran aromás gyűrűnként több, mint 10) ekvivalensnyi mennyiség szükséges a karbonsavig történő átalakításhoz, ami csökkenti ezen reakció gyakorlati használhatóságát.
Bár közvetlen oxidálószerként használják, viszonylag magas költsége miatt – segédoxidálószerrel együtt – katalitikusan is használják. Gyűrűs alkoholok bázisos közegben, bromáttal történő, RuO4 által katalizált oxidációjában első lépésként a RuO4 aktiválódik hidroxidion hatására:
RuO4 + OH− → HRuO5−

### Egyéb felhasználása
Felhasználható ujjlenyomatok előhívására. A látens ujjlenyomattal – annak olaj- vagy zsírtartalma miatt – reakcióba lépve a keletkező barna/fekete ruténium-dioxid előhívja a lenyomatot.

## Fordítás
Ez a szócikk részben vagy egészben  a   Ruthenium tetroxide című angol Wikipédia-szócikk ezen változatának fordításán alapul.  Az eredeti cikk szerkesztőit annak laptörténete sorolja fel. Ez a jelzés csupán a megfogalmazás eredetét és a szerzői jogokat jelzi, nem szolgál a cikkben szereplő információk forrásmegjelöléseként.

## További olvasnivalók
- Chemistry of Precious Metals. London: Chapman and Hall (1997). ISBN 978-0-7514-0413-5
- (2002) „The oxidation of alcohols in substituted imidazolium ionic liquids using ruthenium catalysts”. Green Chemistry 4 (2), 97. o. DOI:10.1039/B109851A.
- (1991) „Kinetics and mechanism of ruthenium tetroxide catalysed oxidation of cyclic alcohols by bromate in a base”. Transition Metal Chemistry 16 (4), 466. o. DOI:10.1007/BF01129466.
- (1972) „Ruthenium tetroxide oxidation”. Reviews of Pure and Applied Chemistry 22, 47. o.